# Käthe Becker
Käthe Becker, eigentlich Katharina Becker, (* 27. Dezember 1849 in Lambsheim; † nach 1913) war eine deutsche Schriftstellerin.

## Leben
Becker wurde als Tochter des Gutsbesitzers Jakob August Becker (* 1820) in Lambsheim geboren. Sie verlebte hier ihre Kindheit und besuchte die Volksschule in Lambsheim. Anschließend wurde sie zwei Jahre lang in einem Mädchenpensionat in Schwaben unterrichtet, bevor sie in ihr Elternhaus zurückkehrte. In Lambsheim heiratete sie 1873 den Arzt Karl Becker. Beide zogen nach Frankenthal in der Pfalz.
Becker schrieb vor allem lyrische Werke. Zudem verfasste sie Sinnsprüche für den Salon-Kalender der Literarisch-artistischen Anstalt (ehem. Gebrüder Obpacher) in München.

## Werke
- Beate. Eine Erzählung in gebundener Rede. Gottschick-Witter, Neustadt/Haardt 1892. 2. Aufl. 1896.
- Elsbeth. Erzählung. Gottschick-Witter, Neustadt/Haardt 1896. Digitalisat